# 2022年北京オリンピックのエリトリア選手団
2022年北京オリンピックのエリトリア選手団は、2022年2月4日から2月20日まで中華人民共和国の北京で開催された2022年北京オリンピックのエリトリア選手団の名簿。

## 選手団
- 人員: 選手 1人
- 開会式旗手: シャノン＝オグバニ・アベダ
- 閉会式旗手: シャノン＝オグバニ・アベダ

## 種目別選手・スタッフ名簿及び成績

### アルペンスキー
| 選手                       | 種目       | 1回目     | 1回目 | 2回目     | 2回目 | 合計      | 合計 |
| 選手                       | 種目       | 結果      | 順位  | 結果      | 順位  | 結果      | 順位 |
| -------------------------- | ---------- | --------- | ----- | --------- | ----- | --------- | ---- |
| シャノン＝オグバニ・アベダ | 男子大回転 | 1分17秒95 | 46位  | 1分22秒50 | 41位  | 2分40秒45 | 39位 |